# 莉萨·布克维茨
莉萨·布克维茨（德語：Lisa Buckwitz，1994年12月2日—），德国女子雪车运动员。她曾代表德国参加2018年冬季奥林匹克运动会雪车比赛，联同马里亚玛·亚曼卡获得女子双人金牌。